# Grad Elmina
Grad Elmina so leta 1482 postavili Portugalci kot Castelo de São Jorge da Mina ( Grad sv. Jurija Rudniškega ), znan tudi kot Castelo da Mina ali preprosto Mina (ali Feitoria da Mina ), v današnji Elmini v Gani (prej Zlata obala). Bila je prva trgovska postojanka, zgrajena v Gvinejskem zalivu, in najstarejša evropska stavba, ki je obstajala južno od Sahare. Sprva ustanovljen kot trgovska naselbina, je grad kasneje postal ena najpomembnejših postaj na poti atlantske trgovine s sužnji. Nizozemci so leta 1637 po neuspešnem poskusu leta 1596 odvzeli trdnjavo Portugalcem in leta 1642 zavzeli celotno Portugalsko Zlato obalo. Trgovina s sužnji se je pod Nizozemci nadaljevala do leta 1814. Leta 1872 je Nizozemska zlata obala, vključno z utrdbo, postala last Velike Britanije.
Zlata obala, ki je zdaj Gana, se je leta 1957 osamosvojila od Britanije in prevzela nadzor nad gradom. Grad Elmina je zgodovinsko mesto in je bil glavno prizorišče snemanja dramskega filma Wernerja Herzoga Cobra Verde iz leta 1987. Unesco je grad priznal kot svetovno dediščino, skupaj z drugimi gradovi in utrdbami v Gani, zaradi njegovega pričevanja o trgovini s sužnji v Atlantiku.   Je tudi glavna turistična atrakcija v osrednji regiji Gane.

## Zgodovina

### Predportugalski čas
Ljudje, ki so okoli petnajstega stoletja živeli ob zahodnoafriški obali pri Elmini, so bili domnevno Fante. Etnična pripadnost Fante je v negotovem razmerju do "Akana", ki je sama beseda, ki pomeni izvirnost iz korena besede "kan", ki pomeni biti prvi ali izviren. Med njihovimi predniki so bili trgovci in rudarji, ki so iz srednjega veka trgovali z zlatom v sredozemski in bližnjevzhodni svet. Predniki, ki so govorili akan-sko, pa so nedvomno prišli iz gozdov na severu.
Ljudje na zahodnoafriški obali so bili organizirani v številne populacije, ki so bile sestavljene po sorodstvenih linijah. Družina je bila v družbi izjemno pomembna, družinski poglavarji pa so bili združeni v skupnosti pod priznano lokalno oblastjo. Samo ob Zlati obali je obstajalo več kot dvajset neodvisnih kraljevin-držav. Elmina je ležala med dvema različnima kraljestvoma Fante, Fetu in Eguafo. Zahodnoafričani so negovali starodavne povezave z drugimi deli sveta. Trgovina z običajnimi kovinami, ikonične umetniške oblike in kmetijsko izposojanje kažejo, da so transsaharske in regionalne obalne povezave uspevale. Portugalci so bili leta 1471 prvi Evropejci, ki so obiskali Zlato obalo kot tako, vendar ne nujno prvi mornarji, ki so dosegli pristanišče.

### Portugalski prihod
|                                                                                      |  |
| Dva zemljevida zahodne afriške obale iz 16. stoletja, ki prikazujeta A mina (rudnik) |  |

Portugalci so leta 1471 prvi dosegli tisto, kar je postalo znano kot Zlata obala. Princ Henrik Pomorščak je leta 1418 prvič poslal ladje, da raziščejo afriško obalo. Portugalci so imeli več motivov za potovanje proti jugu. Pritegnile so jih govorice o rodovitnih afriških deželah, bogatih z zlatom in slonovino. Iskali so tudi južno pot do Indije, da bi se izognili arabskim trgovcem in vzpostavili neposredno trgovino z Azijo. V skladu z močnimi verskimi čustvi tistega časa je bil drugi cilj Portugalcev krščanski prozelitizem. Prav tako so skušali skleniti zavezništvo z legendarnim duhovnikom Janezom, za katerega so verjeli, da je voditelj velikega krščanskega naroda nekje daleč od Evrope.
Ti motivi so Portugalce spodbudili k razvoju gvinejske trgovine. Postopoma so napredovali navzdol ob afriški obali, pri čemer je vsako potovanje doseglo točko dlje od prejšnjega. Po petdesetih letih obalnega raziskovanja so Portugalci končno dosegli Elmino leta 1471, v času vladavine kralja Afonsa V. Ker pa je portugalska kraljevina izgubila zanimanje za raziskovanje Afrike zaradi skromnih donosov, je bila gvinejska trgovina postavljena pod nadzor portugalskega trgovca Fernão Gomesa. Ko je Gomes dosegel današnjo Elmino, je odkril cvetočo trgovino z zlatom, ki je že bila vzpostavljena med domorodci ter gostujočimi arabskimi in berberskimi trgovci. Ustanovil je svojo trgovsko postojanko in Portugalcem je postala znana kot "A Mina" (Rudnik) zaradi zlata, ki ga je bilo tam mogoče najti.

### Gradnja gradu
Trgovina med Elmino in Portugalsko je rasla skozi desetletje po ustanovitvi trgovske postaje pod Gomesom. Leta 1481 se je nedavno okronani João II. odločil zgraditi utrdbo na obali, da bi zagotovil zaščito te trgovine, ki je spet veljala za kraljevi monopol. Kralj João je poslal ves material, potreben za gradnjo utrdbe na desetih karavelah in dveh transportnih ladjah. Zaloge, ki so vključevale vse od težkih temeljnih kamnov do strešnikov, so bile poslane v vnaprej pripravljeni obliki, skupaj z živili za šeststo mož. Pod poveljstvom Dioga de Azambuja je flota izplula 12. decembra 1481 in prispela v Elmino, v vas z imenom "dva dela" malo več kot mesec dni kasneje, 19. januarja 1482. Nekateri zgodovinarji ugotavljajo, da je bil Krištof Kolumb med tistimi, ki so s to floto opravili potovanje do Zlate obale.    
Ob prihodu je Azambuja najel portugalskega trgovca, ki je nekaj časa živel v Elmini, da organizira in tolmači uradno srečanje z lokalnim poglavarjem Kwaminom Ansahom (prevedeno iz portugalščine, " Caramansa "). Azambuja je poveljniku povedal o velikih prednostih gradnje utrdbe, vključno z zaščito pred zelo močnim portugalskim kraljem. Med srečanjem sta Azambuja in načelnik Kwamin Ansah sodelovala pri množičnem mirovnem ritualu, ki je vključeval pogostitev, glasbenike in številne udeležence, tako Portugalce kot domorodce.  Poglavar Kwamin Ansah je sprejel Azambujo, tako kot vse druge portugalske trgovce, ki so prispeli na njegovo obalo, vendar je bil previden glede stalne naselitve. Vendar se Portugalci ob že vzpostavljenih trdnih načrtih niso odvrnili. Potem ko je ponudil darila, obljubil in namigoval na posledice neizpolnjevanja obveznosti, je Portugalec končno prejel z zadržanostjo izdano soglasje Kwamina Ansaha.
Ko se je naslednje jutro začela gradnja, se je izkazalo, da je načelnikova nenaklonjenost utemeljena. Da bi utrdbo zgradili na najbolj obrambnem mestu na polotoku, so morali Portugalci porušiti domove nekaterih vaščanov, ki so privolili šele po tem, ko so prejeli odškodnino. Portugalci so prav tako poskušali izkopati bližnjo skalo, za katero so prebivalci Elmine, ki so bili animisti, verjeli, da je dom boga bližnje reke Benya. Pred rušenjem kamnoloma in domov je Azambuja poslal portugalskega člana posadke Joãa Bernaldesa z darili, ki naj jih dostavi načelniku Kwaminu Ansahu in vaščanom. Azambuja je poslal medeninaste umivalnike, šale in druga darila v upanju, da bo pridobil naklonjenost vaščanov, da ne bodo vznemirjeni med rušenjem njihovih domov in svetih skal. Vendar je João Bernaldes darila dostavil šele po začetku gradnje, do takrat pa so vaščani postali razburjeni, ko so bili priča rušenju brez vnaprejšnjega opozorila ali nadomestila.  Kot odgovor na to so domačini izvedli napad, ki je povzročil več smrtnih žrtev Portugalcev. Končno je bil dosežen dogovor, vendar je nadaljevanje nasprotovanja privedlo do tega, da so Portugalci v maščevanje požgali lokalno vas. Tudi v tem napetem ozračju je bila prva etaža stolpa dokončana že po dvajsetih dneh; to je bila posledica pripeljanih toliko montažnih gradbenih materialov. Preostanek utrdbe in spremljajoča cerkev sta bila kljub odporu kmalu zatem dokončana.

### Takojšen učinek
Trdnjava je bila prva montažna zgradba evropskega izvora, ki je bila načrtovana in izvedena v podsaharski Afriki . Po dokončanju je bila Elmina ustanovljena kot pravo mesto. Azambuja je bil imenovan za guvernerja, kralj João pa je svojim plemiškim naslovom dodal naziv "gospodar Gvineje". São Jorge da Mina je prevzel vojaški in gospodarski pomen, ki ga je prej imela portugalska tovarna na otoku Arguim na južnem robu Mavretanije. Na vrhuncu trgovine z zlatom v zgodnjem šestnajstem stoletju so z Zlate obale letno izvozili 24.000 unč zlata, kar je predstavljalo eno desetino svetovne ponudbe.
Nova utrdba, ki pomeni stalno vpetost Evropejcev v Zahodno Afriko, je imela velik vpliv na Afričane, ki so živeli na obali. Na poziv Portugalcev se je Elmina razglasila za neodvisno državo, katere guverner je nato prevzel nadzor nad mestnimi zadevami. Prebivalcem Elmina je Portugalska ponudila zaščito pred napadi sosednjih obalnih plemen, s katerimi so imeli Portugalci precej manj prijazne odnose (čeprav so bili prijateljski nastrojeni z močnimi trgovskimi narodi v notranjosti Afrike). Če so domačini poskušali trgovati z ne-portugalskim narodom, so se Portugalci odzvali z agresivno silo, pogosto z oblikovanjem zavezništev s sovražniki naroda, ki je izdal. Sovražnost med skupinami se je povečala, tradicionalna organiziranost domorodnih družb pa je trpela, zlasti potem, ko so jim Portugalci predstavili strelno orožje, kar je olajšalo prevlado močnejših narodov.
Trgovina z Evropejci je pripomogla k temu, da je bilo določeno blago, kot so tkanine in kroglice, bolj dostopno obalnim prebivalcem, vendar je evropska vpletenost prekinila tudi tradicionalne trgovske poti med obalnimi prebivalci in severnjaki, saj je izločila afriške posrednike. Prebivalstvo Elmine se je povečalo s trgovci iz drugih mest, ki so upali trgovati s Portugalci, ki so postopoma vzpostavili zahodnoafriški monopol.

### Zahodnoafriška trgovina s sužnji
Portugalske oblasti so se že na začetku odločile, da se São Jorge da Mina ne bo neposredno ukvarjal s trgovino s sužnji, saj niso želeli motiti pridobivanja zlata in trgovskih poti v njegovem zaledju z vojnami, potrebnimi za ujetje in zasužnjevanje svobodnih ljudi. Namesto tega so Portugalci pošiljali ujetnike v São Jorge da Mina od drugod, zlasti z Obale sužnjev (Benin) in São Toméja. São Jorge da Mina je služil kot pretovorna postaja.
Do sedemnajstega stoletja se je večina trgovine v Zahodni Afriki osredotočila na prodajo sužnjev. São Jorge da Mina je igral pomembno vlogo v zahodnoafriški trgovini s sužnji. Grad je deloval kot skladišče, kamor so pripeljali zasužnjene Afričane iz različnih kraljestev v Zahodni Afriki. Afričane, ki so jih v afriški notranjosti pogosto ujeli lovci sužnjev obalnih ljudstev, so prodali portugalskim in pozneje nizozemskim trgovcem v zameno za blago, kot so tekstil in konji.
Leta 1596 so Nizozemci naredili prvi neuspešen poskus zavzetja gradu, ki jim je uspel leta 1637,  po katerem je postal glavno mesto Nizozemske Zlate obale. V obdobju nizozemskega nadzora so na bližnjem hribu zgradili novo, manjšo trdnjavo, da bi zaščitili grad sv. Jurija pred napadi iz notranjosti; ta utrdba se je imenovala Fort Coenraadsburg . Nizozemci so nadaljevali trikotno atlantsko pot sužnjev do leta 1814, ko so odpravili trgovino s sužnji v skladu z anglo-nizozemsko pogodbo o trgovini s sužnji.
Leta 1872 so Britanci prevzeli nizozemsko ozemlje in utrdbo v skladu z anglo-nizozemskimi Sumatrskimi pogodbami iz leta 1871.

## Prenova
Grad je v devetdesetih letih dvajsetega stoletja obsežno obnovila ganska vlada. Obnova gradu se nadaljuje. Danes Elmino gospodarstvo temelji na turizmu in ribolovu. Grad Elmina je ohranjen kot ganski nacionalni muzej, spomenik pa je bil leta 1979 razglašen za spomenik svetovne dediščine pod Unescom. To je romarski kraj za mnoge Afroameričane, ki se želijo povezati s svojo dolgo izgubljeno dediščino.  Obnova mostu, ki vodi v grad, je bila ena izmed prioritetnih nalog v projektu. Avgusta 2006 je prenova mostu končana in nadaljuje se gradnja na zgornjih terasah.

## Galerija
- Notranjost cerkve v gradu Elmina
- Notranjost gradu Elmina
- Vhod za moške in sužnje v grad Elmina
- Spominska plošča gradu Elmina
- Vrata za izvoz sužnjev na gradu Elmina
- Celica za zadrževanje sužnjev v gradu Elmina
- Celica za zadrževanje sužnjev v gradu Elmina
- Obrambni topovi gradu Elmina
- Grad Elmina
- Ostanki pristanišča na gradu Elmina
- Samice v gradu Elmina
- "Ženska ječa" - grad Elmina leta 1995
- Ječa - grad Elmina, 1995